# Mobimo Holding
Die Mobimo Holding AG wurde 1999 in Luzern gegründet und ist seit Juni 2005 an der Schweizer Börse SIX Swiss Exchange kotiert. Mit einem Immobilienportfolio im Gesamtwert von über CHF 3,7 Mrd. gehört die Gruppe zu den vier grössten Immobiliengesellschaften der Schweiz. Das Portfolio besteht aus Anlage- und Entwicklungsobjekten an zentralen Standorten in der Deutsch- und Westschweiz. Das Unternehmen bewirtschaftet und vermarktet seine Wohn- und Geschäftsliegenschaften selber und entwickelt Immobilien für das eigene Portfolio oder für Dritte.
Das Unternehmen beschäftigt rund 170 Mitarbeitende und erwirtschaftete 2023 einen Gewinn exkl. Neubewertung von CHF 90,0 Mio.

## Geschichte
Die Mobimo AG wurde 1997 von Dr. Alfred Meili zusammen mit dem Privatbankier Karl Reichmuth und weiteren Investoren gegründet. 1999 gab sich das Unternehmen mit der Gründung der Mobimo Holding AG eine Holdingstruktur. Im gleichen Jahr erwarb Mobimo das 1972 erbaute ehemalige Sulzer-Hochhaus in Zürich West und modernisierte dieses von Grund auf zu einem der markantesten Minergie-Gebäude der Schweiz. Im Juni 2005 ging das Unternehmen mittels IPO an die Börse. 2009 erwarb Mobimo die LO Holding Lausanne-Ouchy SA und wurde damit zur Eigentümerin des Lausanner Flon-Quartiers. 2011 öffnete der 81 Meter hohe, von Diener & Diener Architekten entworfene Mobimo Tower seine Tore. Im Jahr 2015 erwarb die Immobiliengesellschaft eine Mehrheitsbeteiligung an der Dual Real Estate Investment SA und übernahm deren mehrheitlich aus Liegenschaften in Genf bestehendes Portfolio. Im Jahr 2018 integrierte Mobimo die sieben Liegenschaften der Immobiliengesellschaft Fadmatt AG in das Anlageportfolio. Im Jahr 2019 öffneten die von Mobimo entwickelten Quartiere Aeschbachquartier (Aarau) und Mattenhof (Kriens, Luzern) ihre Tore.